# Charles Crupelandt
Charles Crupelandt (Roubaix, 23 de outubro de 1886 - Roubaix, 18 de fevereiro de 1955) foi um ciclista profissional da França.

## Participações no Tour de France
Foi vencedor de 3 etapas do Tour de France.
- Tour de France 1906: abandonou na 2ª etapa.
- Tour de France 1907: abandonou na 3ª etapa.
- Tour de France 1910: 6º colocado na classificação geral e vencedor de uma etapa.
- Tour de France 1911: 4º colocado na classificação geral e vencedor de duas etapas.
- Tour de France 1912: abandonou na 10ª etapa.
- Tour de France 1913: abandonou na 3ª etapa.
- Tour de France 1914: abandonou na 4ª etapa.